# Балка Гордієва
Балка Гордієва, Гуржієва — балка (річка) в Україні у Балаклійському районі Харківської області. Права притока річки Чепель (басейн Сіверського Дінця).

## Опис
Довжина балки приблизно 9,12 км, найкоротша відстань між витоком і гирлом — 7,68 км, коефіцієнт звивистості річки — 1,19. Формується декількома балками та загатами. На деяких ділянках балка пересихає.

## Розташування
Бере початок на північно-східній стороні від села Нова Серпухівка. Тече переважно на північний схід через урочище Садки і на південно-західній околиці села Гусарівки впадає в річку Чепель, праву притоку річки Сіверського Дінця

## Цікаві факти
- На правому березі балки пролягає автошлях Т 2115[3] (територіальний автомобільний шлях в Україні, Гусарівка — Грушуваха. Проходить територією Балаклійського та Барвінківського районів Харківської області.).
- У XX столітті на балці існував газгольдер[2], а у XIX столітті — існували вітряний млин та декілька хуторів[1].